# Estimador
En estadística, un estimador es un estadístico (esto es, una función de la muestra) usado para estimar un parámetro desconocido de la población. Por ejemplo, si se desea conocer el precio medio de un artículo (el parámetro desconocido) se recogerán observaciones del precio de dicho artículo en diversos establecimientos (la muestra) y la media aritmética de las observaciones puede utilizarse como estimador del precio medio.
Para cada parámetro pueden existir varios estimadores diferentes. En general, se utiliza el estimador que posee mejores propiedades que los restantes, como insesgadez, eficiencia, convergencia y robustez (consistencia).
El valor de un estimador proporciona lo que se denomina en estadística una estimación puntual del valor del parámetro en estudio. En general, se suele preferir realizar una estimación mediante un intervalo, esto es, obtener un intervalo [a,b] dentro del cual se espera esté el valor real del parámetro con un cierto nivel de confianza. Utilizar un intervalo resulta más informativo, al proporcionar información sobre el posible error de estimación, asociado con la amplitud de dicho intervalo. El nivel de confianza es la probabilidad de que a priori el verdadero valor del parámetro quede contenido en el intervalo.
En la práctica, los intervalos de estimadores con distribuciones simétricas suelen indicarse dando el valor del estimador puntual utilizado como centro del intervalo y un valor que debe sumarse y restarse para obtener el límite superior e inferior; por ejemplo:

## Propiedades del estimador

### Sesgo
Se denomina sesgo de un estimador  a la diferencia entre la esperanza (o valor esperado) del estimador y el verdadero valor del parámetro a estimar. Es deseable que un estimador sea insesgado o centrado, es decir, que su sesgo sea nulo por ser su esperanza igual al parámetro que se desea estimar.
Por ejemplo, si se desea estimar la media de una población, la media aritmética de la muestra es un estimador insesgado de la misma, ya que su esperanza (valor esperado) es igual a la media de la población.
En efecto, si una muestra {\displaystyle X=(X_{1},X_{2}\dots ,X_{n})^{t}} procede de una población de media {\displaystyle \mu }, quiere decir que:
La media aritmética o media presupuestal,
{\displaystyle {\bar {X}}={\frac {1}{n}}\sum _{i=1}^{n}X_{i}}, con lo que, al aplicar las propiedades de linealidad de la esperanza matemática se tiene que:
{\displaystyle {\begin{aligned}\operatorname {E} [{\bar {X}}]&=\operatorname {E} \left[{\frac {1}{n}}\sum _{i=1}^{n}X_{i}\right]\\&={\frac {1}{n}}\operatorname {E} \left[\sum _{i=1}^{n}X_{i}\right]\\&={\frac {1}{n}}\sum _{i=1}^{n}\operatorname {E} \left[X_{i}\right]\\&={\frac {1}{n}}\sum _{i=1}^{n}\mu \\&={\frac {1}{n}}n\mu \\&=\mu \end{aligned}}}

### Eficiencia
Diremos que un estimador es más eficiente o más preciso que otro estimador, si la varianza del primero es menor que la del segundo. Por ejemplo, si {\displaystyle {\hat {\theta }}_{1}} y {\displaystyle {\hat {\theta }}_{2}} son ambos estimadores de {\displaystyle \theta } y 
diremos que {\displaystyle {\hat {\theta }}_{1}} es más eficiente que {\displaystyle {\hat {\theta }}_{2}}. Un estimador es más eficiente (más preciso), por tanto, cuanto menor es su varianza.
La eficiencia de los estimadores está limitada por las características de la distribución de probabilidad de la muestra de la que proceden. El teorema de Cramér-Rao determina que la varianza de un estimador insesgado {\displaystyle {\hat {\theta }}} de un parámetro {\displaystyle \theta } es, como mínimo,
donde {\displaystyle f(X;\theta )} es la función de densidad de probabilidad de la muestra {\displaystyle X=(X_{1},X_{2},\dots ,X_{n})^{t}} en función del parámetro {\displaystyle \theta }, (denominada función de verosimilitud). Si un estimador insesgado alcanza esta cota mínima, entonces se dice que el estimador es de mínima varianza dentro de los estimadores insesgados, pudiendo existir estimadores sesgados con varianza menor.

### Consistencia
Si no es posible emplear estimadores de mínima varianza, el requisito mínimo deseable para un estimador es que a medida que el tamaño de la muestra crece, el valor del estimador tienda a ser el valor del parámetro, propiedad que se denomina consistencia. Existen diversas definiciones de consistencia, más o menos restrictivas, pero la más utilizada es la denominada consistencia en media cuadrática que exige que:
1. {\displaystyle E[{\hat {\theta }}]\to \theta } cuando {\displaystyle n\to \infty }
2. {\displaystyle Var({\hat {\theta }})\to 0} cuando {\displaystyle n\to \infty }

### Robustez
El estimador {\displaystyle {\hat {\theta }}} será un estimador robusto del parámetro {\displaystyle \theta } si la violación de los supuestos de partida en los que se basa la estimación (normalmente, atribuir a la población un determinado tipo de función de distribución que, en realidad, no es la correcta), no altera de manera significativa los resultados que éste proporciona.

### Suficiencia
Se dice que un estimador es suficiente cuando resume toda la información relevante contenida en la muestra, de forma que ningún otro estimador pueda proporcionar información adicional sobre el parámetro desconocido de la población. Por ejemplo, la media muestral sería un estimador suficiente de la media poblacional, mientras que, en general, la moda y la mediana no.

### Invariancia
Se dice que un estimador es invariante cuando el estimador de la función del parámetro coincide con la función del estimador del parámetro, {\displaystyle \left[f(\theta )\right]^{*}=f(\theta ^{*}).}

Ejemplo.- Si para estimar la varianza poblacional utilizamos la varianza muestral, entonces para estimar la desviación típica poblacional será razonable utilizar la desviación típica muestral.